# Thenay (Loir-et-Cher)
Thenay is een plaats en voormalige gemeente in het Franse departement Loir-et-Cher in de regio Centre-Val de Loire. De plaats telde 914 inwoners op 1 januari 2018.

## Geschiedenis
Thenay maakte deel uit van het arrondissement Blois tot de gemeente op 1 januari 2017 werd overgeheveld naar het arrondissement Romorantin-Lanthenay.
Thenay is op 1 januari 2019 gefuseerd met de gemeenten Contres, Feings, Fougères-sur-Bièvre en Ouchamps tot de gemeente Le Controis-en-Sologne.  

## Geografie
De oppervlakte van Thenay bedraagt 20,03 vierkante kilometer; Op 1 januari 2018 was de bevolkingsdichtheid 45,6 inwoners per km².
De onderstaande kaart toont de ligging van Thenay met de belangrijkste infrastructuur en aangrenzende gemeenten.

## Demografie
Onderstaande figuur toont het verloop van het inwonertal.
Contres · Feings · Fougères-sur-Bièvre · Ouchamps · Thenay